# Robert Craggs & Sons
Robert Craggs & Sons Ltd. war eine Werft in Middlesbrough (North East England). Das Unternehmen beschäftigte sich in der Hauptsache mit dem Bau von Küstenschiffen sowie Schleppern.

## Geschichte
Das Unternehmen in Middlesbrough wurde 1832 von Robert Craggs gegründet, der bereits seit 1825 in Stockton mit dem Schiffbau begonnen hatte. 1866 eröffnete Craggs eine weitere Werft in Middlesbrough. Das Unternehmen baute Holzschiffe und führte Reparaturen aus. In den frühen Jahren seines Bestehens handelte es außerdem mit Holz und Stein. Spätestens seit den 1870er Jahren wurden außer hölzernen auch eiserne Schiffe repariert und im Januar 1875 der erste eiserne Schiffsneubau begonnen. Bis 1882 entstanden nur fünf weitere Eisenschiffe und im Juli 1885 schloss die Werft, um sie auf den kommenden Stahlschiffbau umzustellen. 1896 übernahm Sir Raylton Dixon and Company die erste Werft von Craggs, der erneut eine Werft in Middlesbrough eröffnete (später Dent’s Wharf). In den frühen 1900er Jahren entstanden größere Schiffe, und nachdem Sir Joseph Isherwood 1907 Direktor der Werft wurde, lief im August 1908 der Tanker Paul Paix, das erste Schiff nach dem Isherwood-System, vom Stapel. Im Zuge einer Schifffahrtskrise schloss die Werft schon im Juli 1909 nach der Ablieferung des Neubaus Conrad Mohr. Die ehemaligen Werftgebäude am Südufer des Tees wurden später größtenteils abgebrochen, nur der Werftkran blieb bis in die 1950er Jahre am Platz.